# Landes, Charente-Maritime
Landes är en kommun i departementet Charente-Maritime i regionen Nouvelle-Aquitaine i västra Frankrike. Kommunen ligger  i kantonen Saint-Jean-d'Angély som ligger i arrondissementet Saint-Jean-d'Angély. År 2022 hade Landes 575 invånare.

## Befolkningsutveckling
Antalet invånare i kommunen Landes
Referens:INSEE